# Weiße Rose (Zimmermann, 1986)
Weiße Rose ist eine Kammeroper (Originalbezeichnung: „Szenen für zwei Sänger und 15 Instrumentalisten“) in 16 Szenen von Udo Zimmermann (Musik) mit einem Libretto von Wolfgang Willaschek. Die Uraufführung fand am 27. Februar 1986 in der Hamburgischen Staatsoper statt.
Bereits 1967/68 schuf Zimmermann eine gleichnamige Oper über dasselbe Thema (→ Weiße Rose (Zimmermann, 1967/68)).

## Handlung
Die folgende Inhaltsangabe basiert auf dem Libretto der Oper sowie den Beschreibungen in den Opernführern von Sigrid Neef, Wulf Konold, Harenberg und Piper.
Das Bühnengeschehen verzichtet vollständig auf eine äußere Handlung. Den historischen Hintergrund bilden die Gefühle und Gedanken von Hans Scholl und seiner Schwester Sophie Scholl in der Stunde vor ihrer Hinrichtung am 22. Februar 1943. Die beiden Mitglieder der Widerstandsgruppe Weiße Rose waren aufgrund ihrer Flugblattaktion gegen die faschistische Herrschaft vom Obersten Gerichtshof zum Tode verurteilt worden. Die Namen der anderen Gruppenmitglieder hatten sie nicht preisgegeben. Die Szenen der Oper bestehen aus Visionen, Selbstgesprächen und reflektierenden Monologen. Die beiden verarbeiten ihre Todesangst, bis sie ihr Schicksal letztlich annehmen.
Szene 1. „Gib Licht meinen Augen, oder ich entschlafe des Todes.“ Die beiden zum Tode Verurteilten fürchten sich vor dem Einschlafen.
Szene 2. „Mein Herz ist wach.“ Sophie Scholl verspürt jede Faser ihres Daseins.
Szene 3. „Schießt nicht.“ Hans Scholl erinnert sich an ein grauenvolles Erlebnis: Ein hungriges Mädchen wurde erschossen.
Szene 4. „Daß es das gibt.“ Während Sophie das Wunder des Lebens betrachtet, wird Hans von schrecklichen Träumen gequält.
Szene 5. „Sie fahren in den Tod und singen noch und singen, singen, singen …“ Behinderte Kinder werden zur Euthanasie abtransportiert. Ihr Kinderlied wird zum Sterbelied.
Szene 6. „Wir haben eine Mauer aufgebaut.“ Der Faschismus beginnt durch Schweigen und Ignoranz.
Szene 7. „Die Tür, die Tür schlägt zu.“ Sophie vermeint, bereits die Schritte des Henkers vor der Zellentür zu hören. Sie gerät in Panik.
Szene 8. „Sie haben ihr das Haar geschoren.“ Hans wird von schrecklichen Erinnerungen geplagt. Er fühlt sich hilflos.
Szene 9. „Einmal noch möchte ich mit dir durch unsre Wälder laufen.“ Sophie möchte ihre Erinnerungen an ein glücklicheres Leben bewahren.
Szene 10. „Ein Mann liegt regungslos erfroren.“ Erinnerungen an das organisierte Morden der Nationalsozialisten suchen Hans heim. Sophie sehnt sich nach einem besseren Leben mit ihren Freunden.
Szene 11. Instrumentales Zwischenspiel. Verzweiflung – ein letztes Sichauflehnen – Verstummen – Weinen – Stille.
Szene 12. „Mein Gott, ich kann nichts anderes als stammeln.“ Sophie und Hans sehnen sich nach innerer Ruhe.
Szene 13. „Nicht abseits stehn, weil es abseits kein Glück gibt.“ Sophie ruft nach ihrer Mutter und Jesus, während Hans an seinen Vater denken muss.
Szene 14. „Die Vision vom Ende.“ Sophie hat eine Vision von einem Kind, das gerettet wird, während sie selbst den Tod findet. Hans vernimmt ein Trommeln, auf das niemand reagiert.
Szene 15. „Und mein Feind könnte sagen, über den war ich Herr.“ Sophie und Hans setzen ihr Flehen der ersten Szene („Gib Licht meinen Augen“) fort. Das Regime soll nicht auch über ihre Seele siegen.
Szene 16. „Nicht schweigen, nicht mehr schweigen.“ Hans und Sophie fordern dazu auf, sich lautstark gegen die Tyrannei und den Krieg zur Wehr zu setzen. Die letzten Gedanken gelten ihrem bevorstehenden Tod.

## Gestaltung
Zwischen den von Wolfgang Willaschek ausgewählten Texten gibt es kaum kausale Zusammenhänge. Die Kombinationen folgen anderen unterschiedlichen Regeln. Ihnen gemeinsam ist die Grundhaltung der „absoluten Wahrhaftigkeit“.:577 Zimmermann selbst schrieb über seine Oper:

„Zwei Personen müssen eigentlich alle Gegenspieler, alle Aktionen in sich und fürs Publikum sichtbar spielen. Die beiden sollen in uns ständig Assoziationen vergegenwärtigen: die Unterdrückung, das totalitäre System, Wahrheitssuche. Alles an ‚Umfeld‘ ist weggelassen, alle ‚Gegenspieler‘. Freilich kann man sagen, daß das ‚Umfeld‘ von den siebzehn Instrumentalisten reflektiert wird: Hier werden Schreie, Träume, Bosheit und Angst klangliche Gestalt.“

Der Text der 14. Szene („Die Vision vom Ende“) basiert auf Franz Fühmanns Gedichtfolge Zu drei Bildern Carl Hofers. Hofer hatte das Bild Die schwarzen Zimmer ursprünglich 1928 gemalt und es 1943, nachdem das Original bei einem Bombenangriff zerstört worden war, neu geschaffen. Darin abgebildet sind nackte Männer, die durch dunkle Räume schreiten, und in der Mitte ein weiterer Mann, der eine Trommel schlägt. Sigrid Neef zufolge findet sich in den Bildbeschreibungen Fühmanns der „Schlüssel zum Wesen der Oper, finden sich doch bei ihm die ethischen Grundprinzipien der Geschwister Scholl auf exemplarische Weise ausgesprochen“.:578
Der Text am Anfang der Oper „Gib Licht meinen Augen, daß ich nicht entschlafe des Todes“ (aus einem Tagebucheintrag Sophie Scholls vom 12. Dezember 1941) wird erst in der 15. Szene beendet.:578
Der Text behandelt Fragen des Humanismus und des protestantischen Glaubens, wie sie für die Geschwister Scholl prägend waren.:578 Zimmermanns Musik enthält dementsprechend Anklänge an die Tradition der protestantischen Kirchenmusik von Heinrich Schütz und Johann Sebastian Bach und das deutsche Lied Franz Schuberts oder Robert Schumanns.:578
Die beiden Geschwister sind trotz aller Unterschiede durch eine „Leitmelodie“ miteinander verbunden.:578 Ihre Partien haben einen ähnlichen „Vokalgestus“, der aber unterschiedlich charakterisiert ist. Während Hans sich vergeblich bemüht, den Schrecken des Erlebten zu vergessen, ist Sophies Musik von liedhaft wiegenden, oft tänzerischen Wendungen (Siciliano) und „Naturmetaphern“ geprägt.:579
Die fünfte Szene mit Sophies Vision vom Abtransport der Kinder ist mit „Leiderkasten-Rondo“ überschrieben und soll als verzerrter Tanz „quasi tempo di valse“ vorgetragen werden. Sie symbolisiert Zimmermann zufolge „zunehmend die groteske Maskerade einer erschreckend gleichgültigen Welt“.:579
Die siebte Szene „Die Tür, die Tür schlägt zu.“ ist von der Spannung zwischen „konkreten Bildelementen“, Sprechtext und der zitatartigen Begleitmusik geprägt, die an ein Präludium Bachs erinnert und wie ein „Perpetuum mobile der Angst und Panik“ wirkt.:579
Der Höhepunkt der Oper ist Zimmermann zufolge die zwölfte Szene „Mein Gott, ich kann nichts anderes als stammeln“. Sie enthält ein kanonisches Duett der Geschwister, das von ihm ausdrücklich als eine Art „Schütz-Adaption“ angelegt ist, in der unter dem cantus firmus „merkwürdige Schritte […] kommen und gehen“.:579
Im Orchester gibt es gelegentlich aleatorische Passagen. „Martialische Secco-Akkordschläge“ stellen die Brutalität des Regimes dar. Demgegenüber sind die Vokalstimmen eher „lyrisch-melismatisch“ geführt. Die beiden Sänger haben zudem an einigen Stellen melodramatisch gesprochene Texte.
Der erste Ton der Instrumente wird zum einschneidenden Surren der herabfallenden Guillotine und erzählt bereits die eigentliche Geschichte, d. h. die Hinrichtung der Scholls wird der Dramaturgie vorangestellt. In den siebzig Minuten des Werkes folgt keinesfalls eine Darstellung des Leidensweges im Sinne einer Passion, da Zimmermann die Scholls nicht als Märtyrer stilisieren wollte. Vielmehr sollte der Blick auf die Situation an sich gelenkt werden, wodurch eine sentimental kitschige Überhöhung vermieden und vom Publikum eine tiefere Form der Reflexion gefordert wird.
Die Stretta am Schluss zitiert aus dem nationalsozialistischen Kampflied Wenn wir marschieren, ziehn wir zum deutschen Tor hinaus. Gleichzeitig erklingen vom Tonband immer lautere Sprechchöre einer fanatischen Menschenmasse. „Die Außenwelt bricht als tödliche Realität herein.“ Das rhythmische Militärmotiv wird kontrapunktisch verzahnend „fugiert“ und durch diese Verschachtelung der Rhythmen gelingt ein undifferenzierter Klang. Die Einzelstimmen setzen nicht im gleichmäßigen Kanon, wie es diese Art der heroischen Marschmusik erwarten lässt, sondern auf der vorletzten Zweiunddreißigstel ein. Dabei spielt jede Stimme zunächst die Melodie, aber in verschiedenen Intervallen zur vorherigen Stimme versetzt. Anschließend wird jeweils die Melodie stimmimmanent in kleinen Motivparzellen modular umspielt, der lineare Militärmarsch akustisch und symbolisch ins Stolpern gebracht.

### Instrumentation
Die kammermusikalische Besetzung der Oper enthält die folgenden Instrumente:
- Holzbläser: Flöte (auch Piccolo und Altflöte), Oboe (auch Englischhorn), Klarinette (auch Es-Klarinette und Bassklarinette)
- Blechbläser: Horn, Trompete, Posaunen, Bassposaune
- Harfe
- Klavier
- Pauken, Schlagzeug: Große Trommel, Kleine Trommel, drei Triangel, drei Bongos, drei Tomtoms, drei Holzblöcke, drei Tamburin, Cymbales antiques, Metallblock, Glockenspiel, Vibraphon
- Streicher: zwei Violinen, Bratsche, Violoncello, Kontrabass

## Werkgeschichte
Bereits in den 1960er Jahren hatte Udo Zimmermann eine gleichnamige Oper über dasselbe Thema komponiert, die einigen Erfolg hatte (→ Weiße Rose (Zimmermann, 1967/68)). Zwanzig Jahre später beauftragte ihn die Hamburgische Staatsoper mit einer Neufassung dieses Werks, die in den Jahren 1984–1985 entstand. Die Uraufführung musste jedoch mehrfach verschoben werden, da Zimmermann sich entschloss, anstelle einer Überarbeitung eine völlig neue Oper zu komponieren. Dazu stellte Wolfgang Willaschek, der damalige leitende Dramaturg der Staatsoper, aus Brief- und Tagebuchaufzeichnungen der Geschwister Scholl, Prosa und Lyrik von Dietrich Bonhoeffer, Franz Fühmann, Reinhold Schneider und Tadeusz Różewicz sowie Psalmworten des Alten Testaments ein Libretto zusammen,  das im Gegensatz zu dem der Vorgängeroper völlig auf eine dokumentarisch-erzählende Handlung verzichtet und sich stattdessen auf eine „Dramaturgie des inneren Theaters“ verlegt. Diese neue Oper erzählt nicht mehr die Geschichte der Widerstandsgruppe, sondern von „zwei große[n] Menschen in Grenzsituationen ihres Lebens, eine Stunde vor ihrem Tod, in existenzieller Not“.
Die Uraufführung fand am 27. Februar 1986 in der Opera stabile der Hamburgischen Staatsoper statt und wurde vom Publikum begeistert aufgenommen. Auch in der Presse wurde viel und überwiegend positiv darüber berichtet. Die musikalische Leitung hatte Stefan Soltesz, die Regie stammte von Stephan Mettin und die Ausstattung von Waltraut Engelberg. Es sangen Gabriele Fontana (Sophie) und Lutz-Michael Harder (Hans). Am Folgetag wurde die Oper als Ringuraufführung auch in Eisenach und Schwerin gespielt. Zimmermann selbst leitete sie im selben Jahr in der Uraufführungs-Inszenierung bei den Münchner Opernfestspielen. Aufgrund des Themas, der kleinen Besetzung, schlichten Ausstattung und leichtverständlichen Musiksprache entwickelte sie sich zu einer der meistgespielten deutschen Opern der Nachkriegszeit. Innerhalb eines Jahres gab es bereits 30 Produktionen, nach drei Jahren waren es einer Meldung des ADN zufolge schon 70 und zur Jahrtausendwende 100. Zu nennen sind Aufführungen in Deutschland (Nürnberg, München, Recklinghausen, Osnabrück, Bonn, Münster, Saarbrücken), in der Schweiz (am 30. November 1986 im Opernhaus Zürich), in Österreich (am 27. Januar 1987 im Künstlerhaus Wien, 1989 am Salzburger Landestheater), in der Sowjetunion (Mai 1988 im Leningrader Kammermusiktheater) und in den USA (am 14. September 1988 in englischer Sprache bei den Opernfestspielen in Omaha sowie kurz darauf an der Long Beach Opera in Los Angeles und der Bel Canto Opera New York). Eine Leipziger Inszenierung von 1988 wurde 1992 als Gastspiel beim Israel-Festival in Jerusalem aufgeführt. Im Jahr 2013 war die Oper bereits mehr als 200 Mal inszeniert worden. Anlässlich des hundertsten Geburtstags von Sophie Scholl im Jahr 2021 nahm sich die Hamburgische Staatsoper das Werk erneut vor und produzierte es in Form einer filmischen „Graphic Opera“ mit Marie-Dominique Ryckmanns als Sophie und Michael Fischer als Hans Scholl. Regie führte David Bösch zusammen mit Patrick Bannwart und Falko Herold. Das Video wurde vom Fernsehsender Arte ausgestrahlt und im Internet auf Arte Concert bereitgestellt.
Noch im Jahr der Uraufführung verarbeitete Zimmermann die Oper zu zwei weiteren Werken. Die ca. 20-minütigen „Reflexionen für Orchester“ mit dem Titel Mein Gott, wer trommelt denn da? beziehen sich auf die 14. Szene der Oper. Für Gib Licht meinen Augen, oder ich entschlafe des Todes (Sopran, Bariton und großes Orchester) konzentrierte er den Text auf ca. 45 Minuten. Dieses Stück wurde im Februar unter seiner Leitung bei einem Konzert der Berliner Philharmoniker erstmals aufgeführt.
Eine verdichtete Fassung für die beiden Sänger und ein Instrumentalensemble von sechs oder sieben Spielern schuf Arno Waschk anlässlich einer Produktion des Theaters Koblenz.

## Aufnahmen
- April 1986 (Studio-Aufnahme; gekürzt): Udo Zimmermann (Dirigent), Instrumentalensemble. Gabriele Fontana (Sophie), Lutz-Michael Harder (Hans). Orfeo CD: C 162 871 A.[13]:24347
- 15. Februar 1987 (Gesamtaufnahme; live, konzertant aus dem Apollo-Saal der Deutschen Staatsoper Berlin): Udo Zimmermann (Dirigent), Musica viva ensemble Dresden. Grazyna Szklarecka (Sophie), Olaf Bär (Hans). Produktion des Rundfunks der DDR.[1]
- Mai 1988 (Studio-Aufnahme; gekürzt): Udo Zimmermann (Dirigent), Musica viva ensemble Dresden. Grazyna Szklarecka (Sophie), Frank Schiller (Hans). Berlin Classics CD: BC 2060-2 (1 CD).[13]:24348
- 2013 (Video; live aus Nantes): Nicolas Farine (Dirigent), Stephan Grögler (Regie und Bühne), Ensemble instrumental Le NEC. Elizabeth Bailey (Sophie), Armando Noguera (Hans). Internet-Übertragung im Arte Live Web.[14]
- 30. Juni 2017 (Video; live vom Armel Opera Festival aus dem MuTh in Wien; Produktion: Theater Orchester Biel Solothurn): Kaspar Zehnder (Dirigent), Anna Drescher (Inszenierung), Sinfonie Orchester Biel Solothurn. Marion Grange (Sophie), Wolfgang Resch (Hans). Internet-Übertragung auf Arte Concert.[15]